# Saint-Cyr-l’École
Saint-Cyr-l’École – miejscowość i gmina we Francji, w regionie Île-de-France, w departamencie Yvelines.
Znajduje się w odległości 24 km od Paryża, w pobliżu Wersalu. Ludność wynosiła 15 778 mieszkańców według danych na rok 2006, a gęstość zaludnienia wynosiła 3 149 osób/km² (wśród 1287 gmin regionu Île-de-France Saint-Cyr-l’École plasuje się na 192. miejscu pod względem liczby ludności, natomiast pod względem powierzchni na miejscu 677.).
W r. 1686 Markiza de Maintenon prowadziła tam dom wychowawczy (pensję) im. Saint-Louis dla 250 panien. W r. 1808 do tego samego budynku została przeniesiona z Fontainebleau École Spéciale Militaire de Saint-Cyr, założona przez Napoleona I. Pozostawała tam do roku 1940, obecnie znajduje się w Coëtquidan (Morbihan). Współcześnie w tym budynku mieści się liceum wojskowe Saint-Cyr.